# Saint-Menoux
Saint-Menoux is een gemeente in het Franse departement Allier (regio Auvergne-Rhône-Alpes). De plaats maakt deel uit van het arrondissement Moulins. Saint-Menoux telde op 1 januari 2022 1.135 inwoners.

## Geografie
De oppervlakte van Saint-Menoux bedroeg op 1 januari 2022 27,62 vierkante kilometer; de bevolkingsdichtheid was toen 41,1 inwoners per km².
De onderstaande kaart toont de ligging van Saint-Menoux met de belangrijkste infrastructuur en aangrenzende gemeenten.

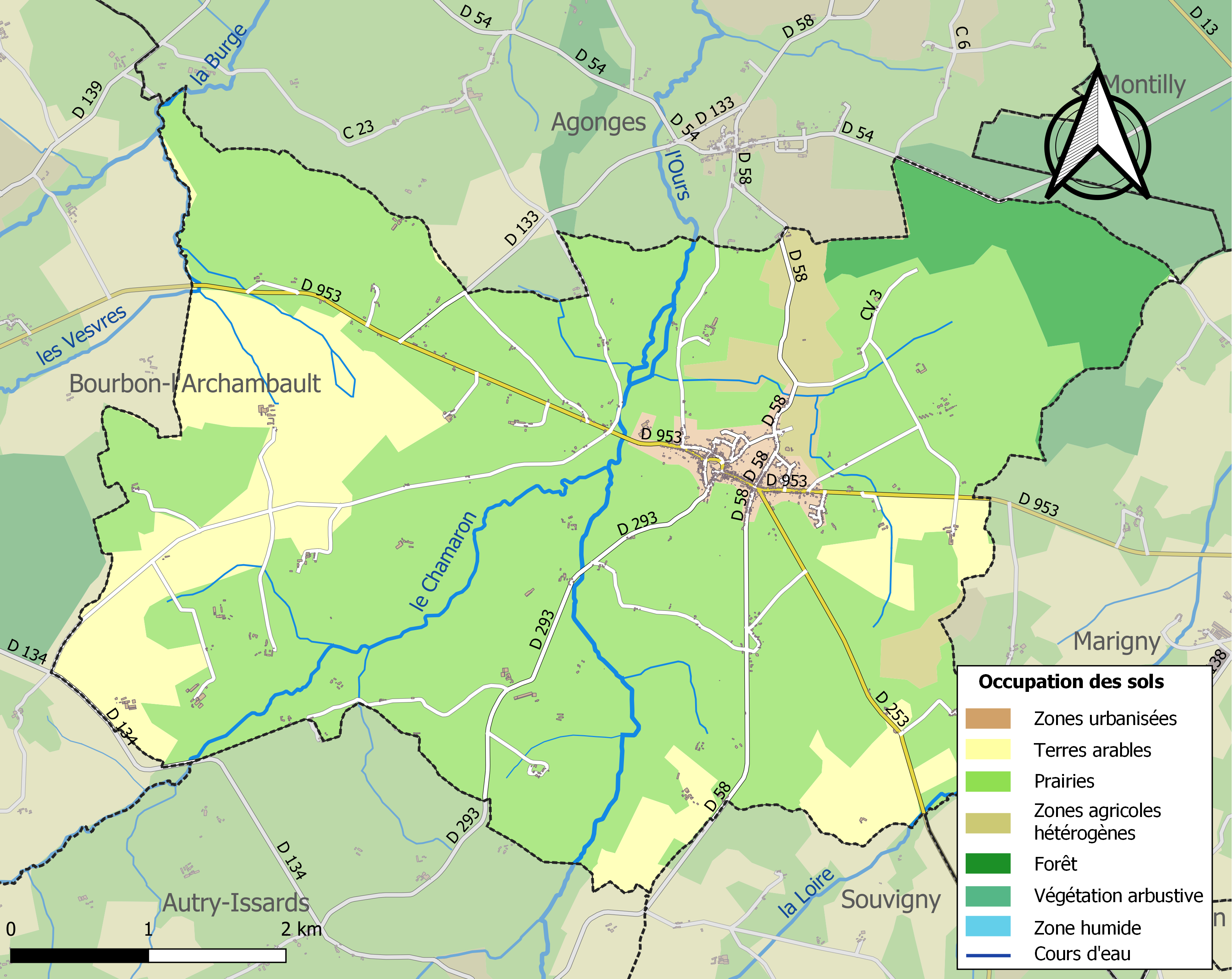

## Demografie
Onderstaande figuur toont het verloop van het inwonertal (bron: INSEE-tellingen).
Vanwege een beveiligingsprobleem met de MediaWiki Graph-software is het momenteel niet mogelijk deze grafiek weer te geven. Zodra de software is bijgewerkt zal de grafiek vanzelf weer zichtbaar worden.

## Monumenten
In het centrum van het dorp staat de romaanse kerk van Saint-Menoux.